# Dai Nihon shi
Dai Nihon shi (大日本史), was in verschiedenen Quellen mit „Geschichte Großjapans“ oder „Große Geschichte Japans“ übersetzt wird, ist ein in klassischem Chinesisch verfasstes, mehrbändiges Literaturwerk über die Geschichte Japans. Es wurde 1657 während der Edo-Zeit von Tokugawa Mitsukuni begonnen und von ihm entscheidend geprägt. Nach seinem Tod wurde das Werk von den Mito-Tokugawa fortgeführt und 1906 während der Meiji-Zeit abgeschlossen.

## Aufbau
Das Geschichtswerk beginnt mit Jimmu, dem legendären ersten Kaiser von Japan vor der Kofun-Zeit, und behandelt die ersten hundert Kaiser bis zu Go-Komatsu nach der Vereinigung der Nord- und Südhöfe im Jahr 1392. Das Gesamtwerk besteht aus 397 Bänden, die in vier Hauptbereiche unterteilt sind:
- Haupt-Annalen (honki 本紀), 73 Bände
- Biographien (retsuden 列伝), 170 Bände
- Essays (shi 志), 126 Bände
- Tabellen (hyō 表), 28 Bände

## Bedeutung

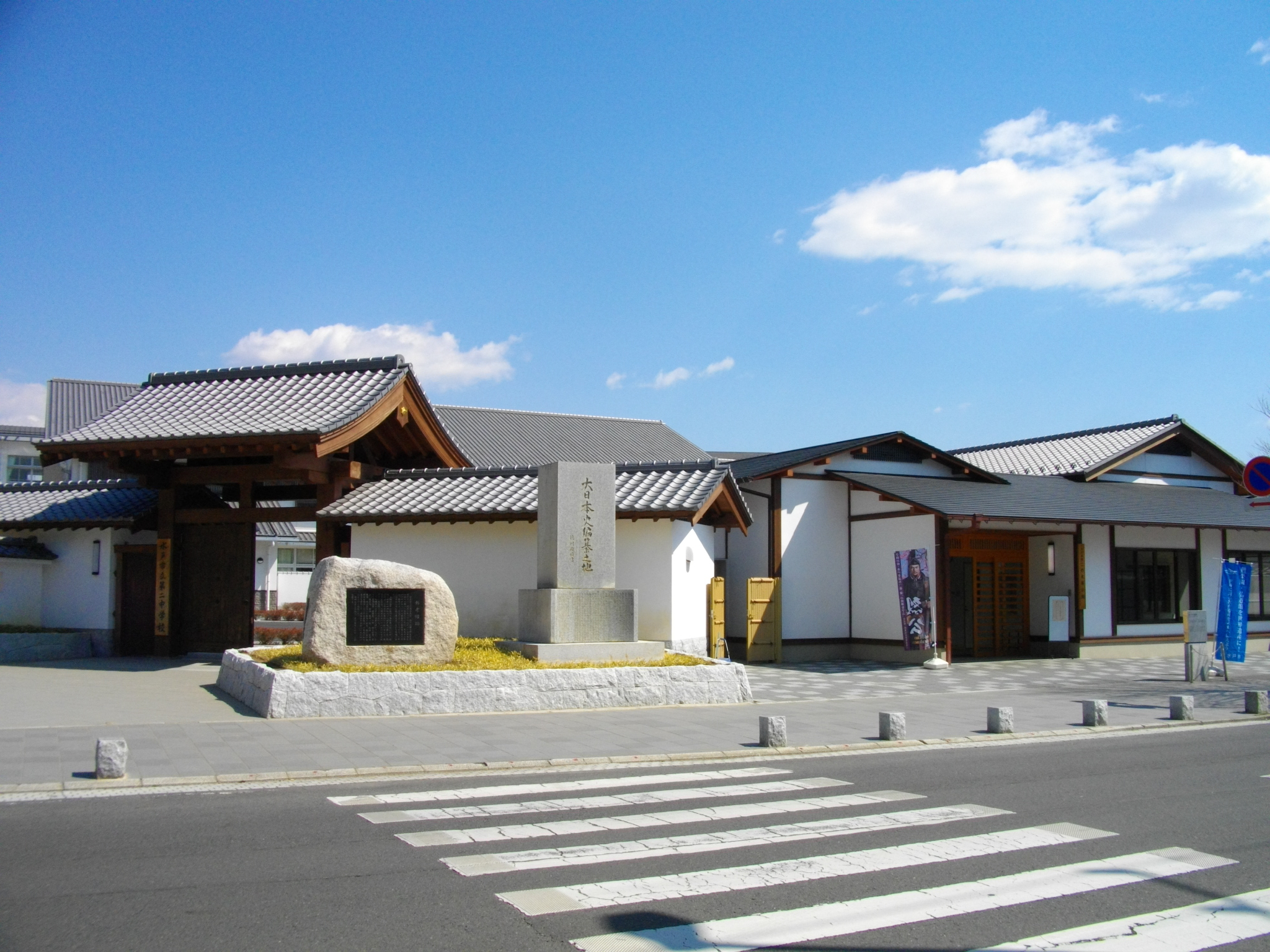
Denkmal in Mito, wo sich ab 1698 das Shōkō-kan befand

Das Buch ist eines der akademischen Hauptwerke der Edo-Zeit und brachte eigene Denkschulen, die sogenannte Mito- und Koku-Schule, hervor. Für die Kompilation wurde von Tokugawa Mitsukuni eigens ein „Institut für Geschichte und Zukunftsforschung“ (彰考館 Shōkō-kan) geschaffen. Es sollen insgesamt 130 Gelehrte mit der Abfassung beschäftigt gewesen sein, darunter Aizawa Seishisai. Das Werk wurde stark vom Konfuzianismus, insbesondere dem Neokonfuzianismus des Zhu Xi, beeinflusst. In der Frühzeit waren auch Gelehrte des chinesischen Taoismus, des indisch-chinesischen Buddhismus und des japanischen Shinto beteiligt.